# Rastislav Staňa
Rastislav Staňa (* 10. Januar 1980 in Košice, Tschechoslowakei) ist ein ehemaliger slowakischer Eishockeytorwart, der mit der Slowakei 2002 Weltmeister wurde und an zwei Olympischen Winterspielen teilnahm. Seit seinem Karriereende ist er als Torwarttrainer – derzeit für den slowakischen Eishockeyverband – tätig.

## Karriere
Rastislav Staňa begann seine Karriere als Eishockeyspieler in seiner Heimatstadt beim TJ VSŽ Košice, in dessen Nachwuchsbereich er bis 1998 aktiv war. Anschließend wurde er im NHL Entry Draft 1998 in der siebten Runde als insgesamt 193. Spieler von den Washington Capitals ausgewählt. Zunächst spielte der Torwart jedoch zwei Jahre lang in der kanadischen Juniorenliga Western Hockey League für die Moose Jaw Warriors, die ihn beim CHL Import Draft 1998 in der ersten Runde als insgesamt 48. Spieler gezogen hatten, und die Calgary Hitmen. Von 2000 bis 2002 stand der Slowake bei Washingtons Farmteams, den Richmond Renegades aus der East Coast Hockey League und den Portland Pirates aus der American Hockey League, zwischen den Pfosten, wobei er überwiegend in der ECHL auflief. In der Saison 2003/04 gab der Nationalspieler sein Debüt in der National Hockey League für die Washington Capitals, für die er in sechs Spielen auf dem Eis stand. Die restliche Zeit von 2002 bis 2004 verbrachte er allerdings bei den Portland Pirates aus der AHL.
Im Sommer 2004 ging Staňa erstmals ins europäische Ausland, wo er einen Vertrag bei Södertälje SK aus der schwedischen Elitserien erhielt. Nach zwei Spielzeiten unterschrieb er bei deren Ligarivalen Malmö Redhawks, wobei er noch während der Saison 2006/07 zum Linköpings HC wechselte. Mit Linköping scheiterte der Weltmeister von 2002 in den Jahren 2007 und 2008 zwei Mal in Folge in den Finalspielen um die schwedische Meisterschaft. Anschließend nahm ihn Sewerstal Tscherepowez aus der neu gegründeten Kontinentalen Hockey-Liga unter Vertrag, für das er bis 2011 insgesamt 112 KHL-Partien absolvierte. Nach der Saison 2010/11 wechselte Staňa innerhalb der KHL zum HK ZSKA Moskau und gehörte in den folgenden zweieinhalb Jahren zu den besten Torhütern der Liga. Im Januar 2014 verließ er den Armeesportklub und kehrte zu seinem Heimatverein zurück, für den er bis Saisonende noch 25 Spiele absolvierte und mit dem Verein die slowakische Meisterschaft gewann. Nachdem er 2014/15 für den HC Sparta Prag in der tschechischen Extraliga gespielt hatte, beendete er seine Karriere.
Im Anschluss an seine aktive Laufbahn wurde er Torwarttrainer. Nach zwei Jahren beim DVTK Jegesmedvék in Ungarn ist er seit 2018 für den slowakischen Eishockeyverband im Nachwuchsbereich tätig.

### International
Für die Slowakei nahm Staňa an der U18-Junioren-Europameisterschaft 1998, der U20-Junioren-Weltmeisterschaft 2000, sowie den Weltmeisterschaften 2001, 2002, 2003, 2004, 2005, 2006, 2009 und 2010 teil. Des Weiteren stand er im Aufgebot der Slowakei bei den Olympischen Winterspielen 2002 in Salt Lake City und 2010 in Vancouver sowie beim World Cup of Hockey 2004.

## Erfolge und Auszeichnungen
| - 2004 Teilnahme am AHL All-Star Classic (nicht gespielt) - 2007 Schwedischer Vizemeister mit dem Linköpings HC - 2008 Schwedischer Vizemeister mit dem Linköpings HC - 2012 KHL-Torhüter des Monats November | - 2013 Teilnahme am KHL All-Star Game - 2013 Bester Gegentorschnitt (1,76) der KHL - 2014 Slowakischer Meister mit dem HC Košice |

### International
- 2003 Bronzemedaille bei der U20-Junioren-Weltmeisterschaft
- 2002 Goldmedaille bei der Weltmeisterschaft
- 2003 Bronzemedaille bei der Weltmeisterschaft

## Statistik
(Stand: Ende der Saison 2010/11)